# 马奎斯·丹迪
马奎斯·丹迪（英語：Marquis Dendy，1992年11月17日—），美国男子田径运动员，2016年世界室内田径锦标赛男子跳远金牌得主、2018年世界室内田径锦标赛男子跳远铜牌得主、2022年世界室内田径锦标赛男子跳远铜牌得主。